# جان-ميكايل ريمون
جان-ميكايل ريمون (بالفرنسية: Jean-Mickaël Raymond)‏ هو ملاكم فرنسي، مثّل بلاده في الألعاب الأولمبية الصيفية 2008.

## روابط خارجية
جان-ميكايل ريمون على موقع بوكس ريك (الإنجليزية) (registration required)
- جان-ميكايل ريمون على موقع اللجنة الأولمبية الدولية (الإنجليزية)
- جان-ميكايل ريمون على موقع أوليمبيديا (الإنجليزية)
- جان-ميكايل ريمون على موقع اللجنة الأولمبية الفرنسية (مؤرشف) (الفرنسية)